# 52422 LPL
52422 LPL este un asteroid din centura principală de asteroizi.

## Descriere
52422 LPL este un asteroid din centura principală de asteroizi. A fost descoperit pe 7 iunie 1994 la Kitt Peak National Observatory, în cadrul proiectului Spacewatch. Asteroidul prezintă o orbită caracterizată de o semiaxă mare de 3,14 ua, o excentricitate de 0,17 și o înclinație de 23,9° în raport cu ecliptica.